# تروكاديرو (مترو باريس)
تروكاديرو (بالفرنسية: Trocadéro)‏ هي محطة مترو تابعة لمترو باريس تقع في فرنسا في الدائرة السادسة عشرة في باريس.[بحاجة لمصدر]

## معرض صور

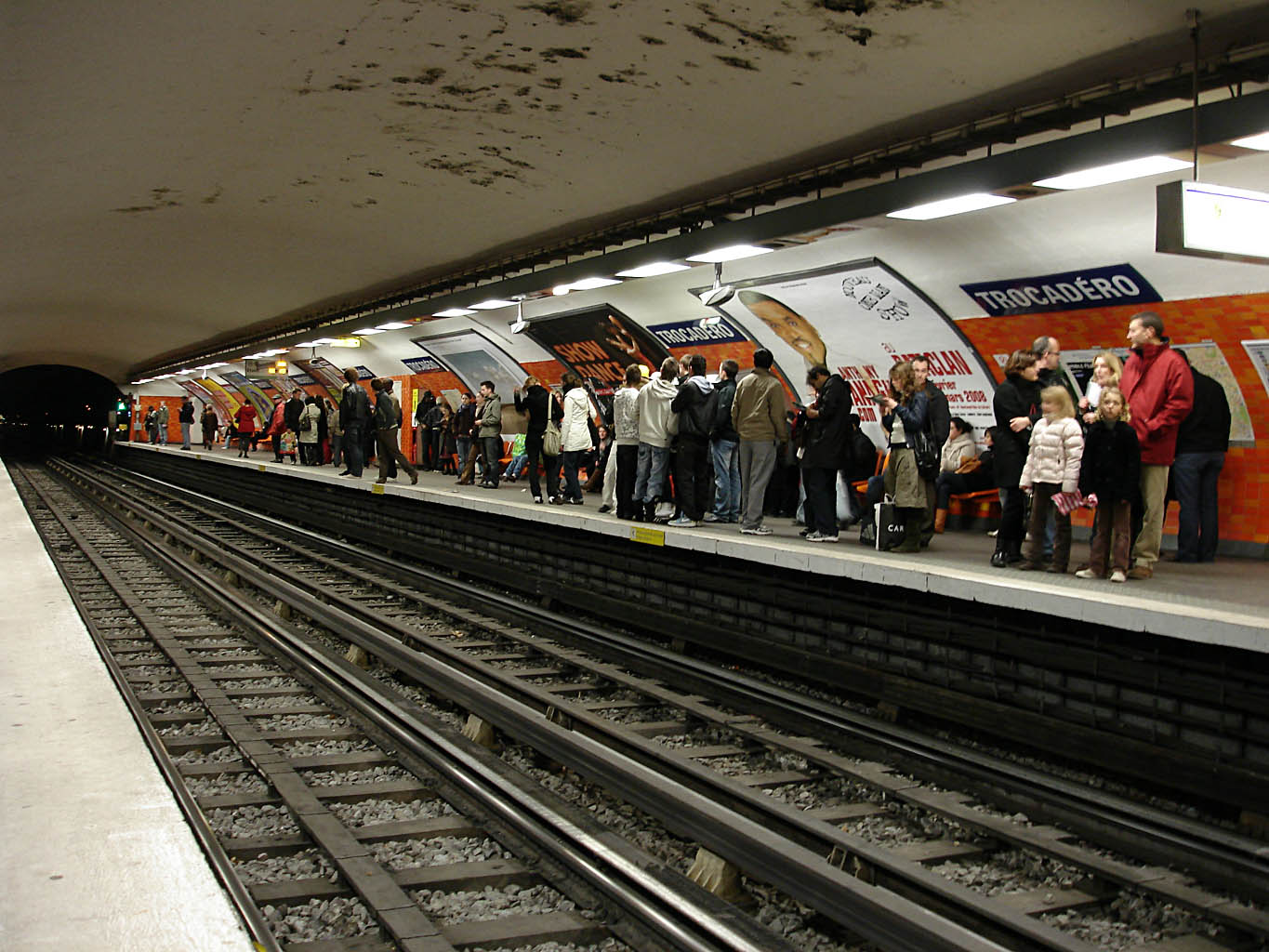
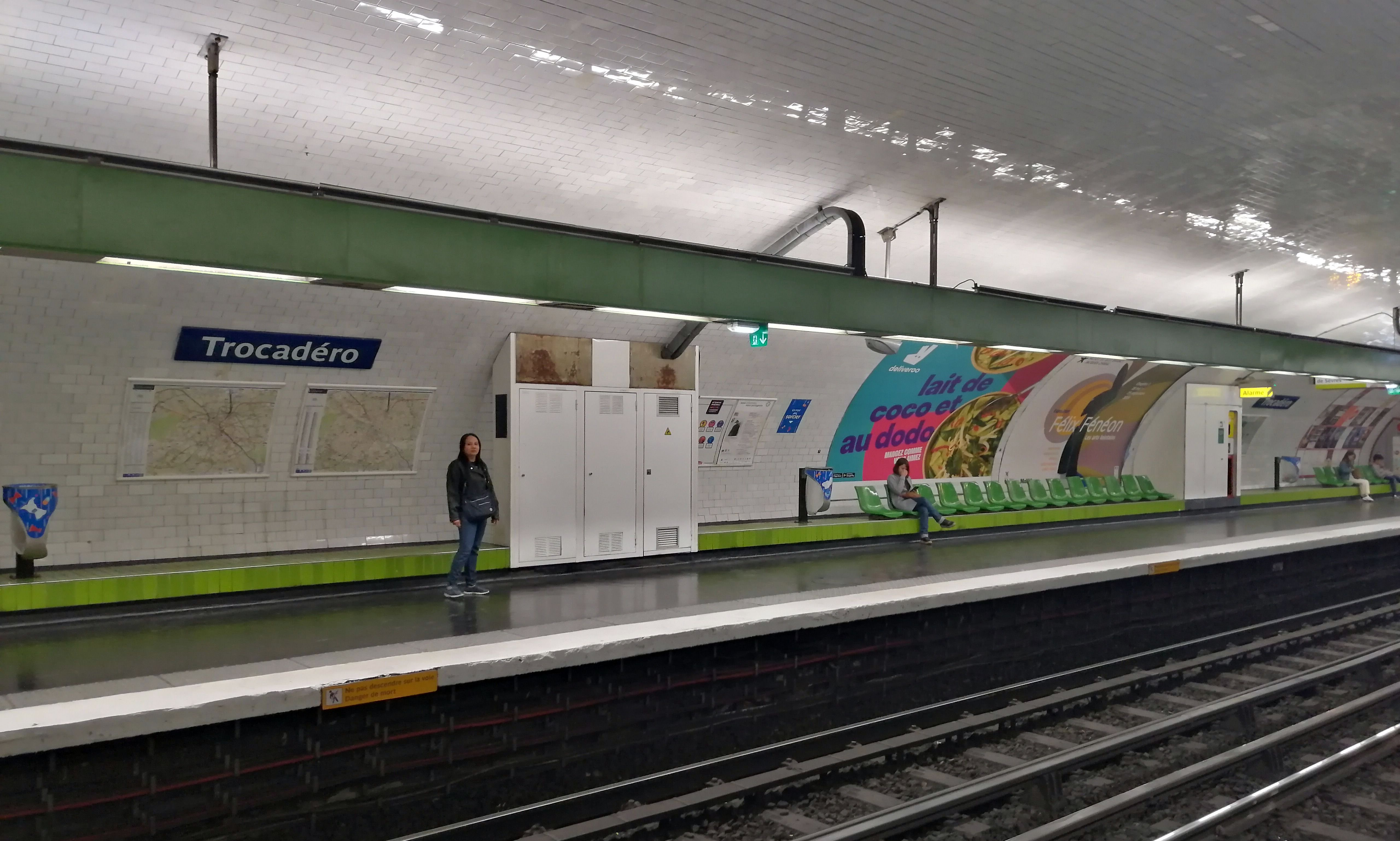